# 고스틴군

비엘코폴스카주 지도에 표시된 고스틴군의 위치

고스틴군(폴란드어: powiat gostyński)은 폴란드 비엘코폴스카주에 위치한 군으로 군청 소재지는 고스틴이며 면적은 810.34km2, 인구는 75,683명(2006년 기준), 인구 밀도는 93명/km2이다.
북쪽으로는 시렘군, 동쪽으로는 야로친군, 남동쪽으로는 크로토신군, 남쪽으로는 라비치군, 서쪽으로는 레슈노군, 북서쪽으로는 코시치안군과 접한다. 7개 지방 자치체(5개 도시형 농촌, 2개 농촌)를 관할한다.

군기
군 문장